# Lars-Erik Wolfbrandt
Lars-Erik Ragnar Wolfbrandt (ur. 8 grudnia 1928 w Forshem w gminie Götene, zm. 23 marca 1991 w Örebro) – szwedzki lekkoatleta (sprinter i średniodystansowiec), medalista olimpijski z 1948 i dwukrotny medalista mistrzostw Europy z 1950.
Zdobył brązowy medal w sztafecie 4 × 400 metrów na igrzyskach olimpijskich w 1948 w Londynie. Sztafeta Szwecji biegła w składzie: Kurt Lundquist, Wolfbrandt, Folke Alnevik i Rune Larsson.
Na mistrzostwach Europy w 1950 w Brukseli Wolfbrandt zdobył dwa brązowe medale: w biegu na 400 metrów za Derekiem Pughem z Wielkiej Brytanii i Jacquesem Lunisem z Francji, a także w sztafecie 4 × 400 metrów za zespołami Wielkiej Brytanii i Włoch (sztafeta biegła w składzie: Gösta Brännström, Tage Ekfeldt, Rune Larsson i Wolfbrandt).
Zajął 8. miejsce w biegu na 800 metrów na igrzyskach olimpijskich w 1952 w Helsinkach. Na tych samych igrzyskach odpadł w ćwierćfinale biegu na 400 metrów, a szwedzka sztafeta 4 × 400 metrów w składzie: Brännström, Ekfeldt, Larsson i Wolfbrandt odpadła w eliminacjach.
Na mistrzostwach Europy w 1954 w Bernie szwedzka sztafeta 4 × 400 metrów w składzie: Brännström, Uno Elofsson, Ekfeldt i Wolbrandt zajęła 4. miejsce, a w biegu na 400 metrów Wolfbrandt odpadł w półfinale.
Wolbrandt był rekordzistą Szwecji w biegu na 400 metrów z czasem 47,4 osiągniętym 5 września 1953 w Örebro, a także w sztafecie 4 × 400 metrów z wynikiem 3:11,6 (27 sierpnia 1950 w Brukseli).
Był mistrzem Szwecji w biegu na 200 metrów w 1948 i 1949 oraz w biegu na 400 metrów w 1949, 1950 i 1954.
Rekordy życiowe Wolfbrandta:
| Konkurencja        | Data i miejsce          | Wynik  |
| ------------------ | ----------------------- | ------ |
| bieg na 100 metrów |                         | 10,9   |
| bieg na 200 metrów |                         | 21,9   |
| bieg na 400 metrów | 5 września 1953, Örebro | 47,4   |
| bieg na 800 metrów | 1952                    | 1:50,0 |